# اتنبرگ (میزوری)
اتنبرگ، میسوری (به انگلیسی: Altenburg, Missouri) یک شهر در ایالات متحده آمریکا است که در میزوری واقع شده‌است.

## خصوصیات
اتنبرگ ۲٫۷۲ کیلومترمربع مساحت و ۳۵۲ نفر جمعیت دارد و ۱۷۸ متر بالاتر از سطح دریا واقع شده‌است.

## نگارخانه

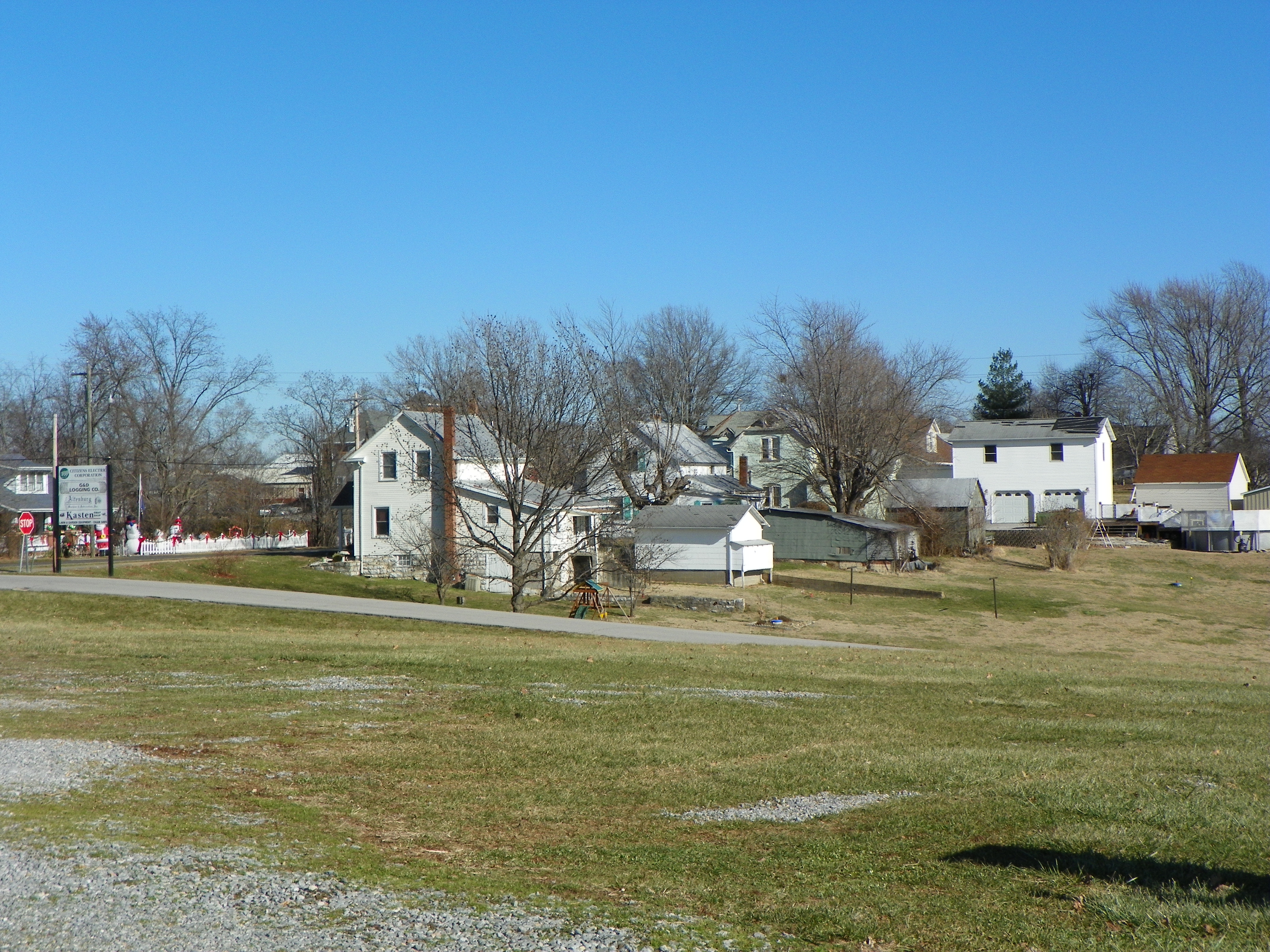